# Chaligny
Chaligny – miejscowość i gmina we Francji, w regionie Grand Est, w departamencie Meurthe i Mozela.
Według danych na rok 1990 gminę zamieszkiwało 2929 osób, a gęstość zaludnienia wynosiła 220 osób/km² (wśród 2335 gmin Lotaryngii Chaligny plasuje się na 152. miejscu pod względem liczby ludności, natomiast pod względem powierzchni na miejscu 408.).

## Populacja

Populacja Chaligny w latach 1962–2008